# Anaphes ferrierei
Anaphes ferrierei är en stekelart som först beskrevs av Soyka 1946.  Anaphes ferrierei ingår i släktet Anaphes och familjen dvärgsteklar. Inga underarter finns listade i Catalogue of Life.